# Vratěnín
Vratěnín (in tedesco Fratting) è un comune della Repubblica Ceca facente parte del distretto di Znojmo, in Moravia Meridionale.